# Felix Genzmer (Rechtswissenschaftler)

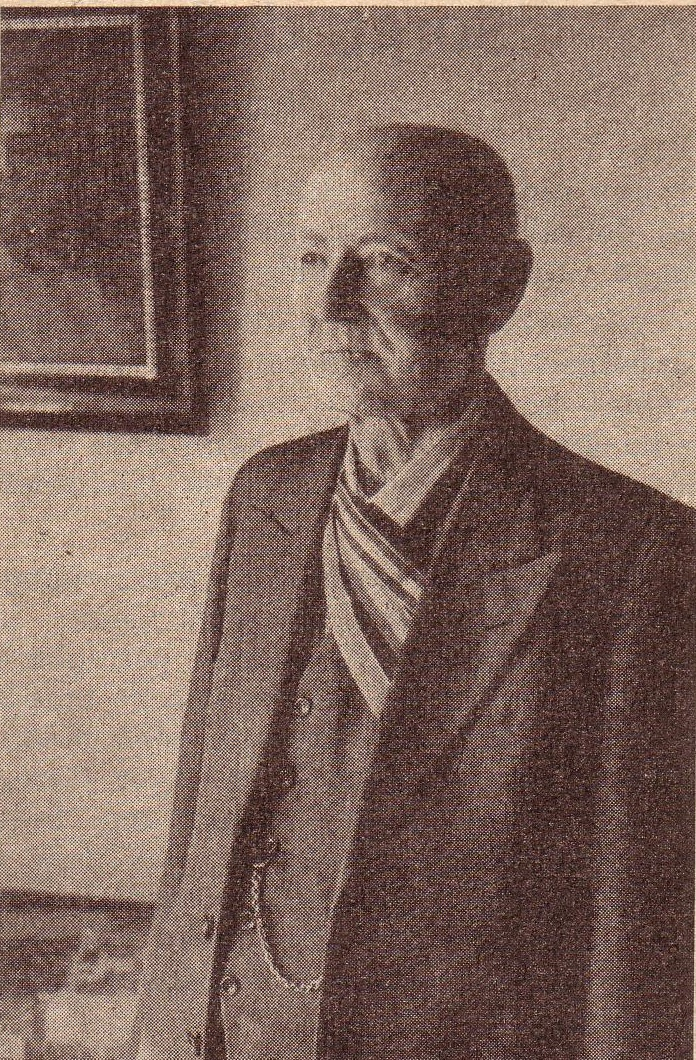
Felix Genzmer (1955) in Couleur

Felix Stephan Hermann Genzmer (* 25. März 1878 in Marienburg; † 19. August 1959 in Tübingen) war ein deutscher Rechtshistoriker und Mediävist.

## Leben
Felix Genzmer entstammte einer Juristenfamilie. Sein Vater Stephan Genzmer (1849–1927) war Senatspräsident am Preußischen Oberverwaltungsgericht. Sein jüngerer Bruder Erich Genzmer (1893–1970) wurde Professor für Römisches Recht und Bürgerliches Recht an der Universität Hamburg. Sein Sohn Harald Genzmer wurde Komponist.
Nach dem Abitur am Joachimsthalschen Gymnasium in Berlin studierte Genzmer von 1896 bis 1898 Rechtswissenschaft und Staatswissenschaft an der Friedrich-Wilhelms-Universität Berlin und der Philipps-Universität Marburg. Er wurde Mitglied des Corps Normannia Berlin (1896) und des Corps Hasso-Nassovia (1897). 1899/1900 diente er als Einjährig-Freiwilliger in der Preußischen Armee. Er war Referendar am Kammergericht und bestand 1905 die Prüfung zum Assessor. Als solcher sammelte er reiche Erfahrungen beim Amtsgericht Charlottenburg und beim Kreis Blumenthal. 1911 wurde er an der Albertus-Universität Königsberg mit einem Beitrag zur strafrechtlichen Kausalitätslehre magna cum laude zum Dr. iur. promoviert. 1912 wurde er Regierungsrat in Posen und Lehrbeauftragter für Verwaltungsrecht und Verwaltungslehre an der Königlichen Akademie zu Posen (bis 1914). Am Ersten Weltkrieg nahm er zuletzt als Hauptmann der Reserve im Jäger-Bataillon Fürst Bismarck (Pommersches) Nr. 2 des Landwehrkorps an der Ostfront teil. Nach kurzer Tätigkeit im Reichsministerium des Innern war er ab 1920 Ministerialrat und stellvertretender Bevollmächtigter des Freistaats Preußen im Reichsrat.
Von 1920 bis 1922 war er Professor für Öffentliches Recht an der Universität Rostock.

### Marburg
Von 1922 bis 1934 war er Ordinarius an der Universität Marburg. Für das akademische Jahr 1928/29 wurde er zum Rektor der Universität gewählt. In der Rektoratsrede befasste er sich mit Staat und Nation. Genzmer saß im Staatsgerichtshof für das Deutsche Reich. Nach dem Wahlsieg der Nationalsozialistischen Deutschen Arbeiterpartei bei der Reichstagswahl März 1933 wurde er förderndes Mitglied der SS. Am 11. November 1933 gehörte er zu den Aufrufern für das Bekenntnis der deutschen Professoren zu Adolf Hitler. An der Universität sammelte er Unterschriften dafür. Nach der Lockerung der Mitglieder-Aufnahmesperre der NSDAP beantragte er am 28. Oktober 1937 die Aufnahme in die NSDAP und wurde rückwirkend zum 1. Mai desselben Jahres aufgenommen (Mitgliedsnummer 5.644.484). Im Nationalsozialistischen Kraftfahrkorps wurde er Obertruppführer.

### Tübingen
Seit 1934 Ordinarius an der Eberhard-Karls-Universität Tübingen, wirkte er in den Jahren 1940 bis 1945 als Lehrbeauftragter für Alte, insbesondere Nordische Philologie an der Philosophischen Fakultät.
Seit 1942 arbeitete er bei der Aktion Ritterbusch in der Gruppe Lebensmächte und Wesen des Indogermanentums mit. 1945 trat Genzmer in den Ruhestand. Das Office of Military Government for Germany (U.S.) berief ihn 1947 in den Gesetzgebungsausschuss für die Einführung des Verwaltungsstreitverfahrens. Bis 1953 war Genzmer als Emeritus Lehrbeauftragter für Altnordische Philologie an der Universität Tübingen.
Mit Albert Einstein stand er zeitlebens in engem Kontakt. Diese Briefesammlung ist Bestandteil der Physikalischen Sammlung im Museum der Universität Tübingen.

## Ehrungen
Unvollständige Liste
- Eisernes Kreuz II. und I. Klasse
- Dr. phil. h. c. der Universität Tübingen (1927)
- Wahl in die Königlich Schwedische Akademie der Wissenschaften
- Gastprofessor an der Freien Universität Berlin (1950)
- Bandverleihung des Corps Franconia Tübingen (1953)[1][2]

## Schriften
Öffentliches Recht und Strafrecht waren Genzmers juristische Schwerpunkte. Als Philologe der Germanistik und Skandinavistik wurde er mit der Übersetzung der Edda in die deutsche Sprache berühmt. Sie erschien in der Sammlung Thule (Bd. 1: Heldendichtung, Bd. 2: Götterdichtung und Spruchdichtung, Jena 1912–1920, zahlreiche Neuauflagen). Er übertrug den Beowulf, das Waltharilied sowie den Heliand.
- Staat und Gesellschaft in vor- und frühgeschichtlicher Zeit. In: Hermann Schneider (Hrsg.): Germanische Altertumskunde.  Beck, München 1938, S. 123–170.
- Rache, Wergeld und Klage im altgermanischen Rechtsleben. In: Robert Wetzel, Hermann Hoffmann (Hrsg.): Wissenschaftliche Akademie Tübingen des NSD-Dozentenbundes. Jahresbände der wissenschaftlichen Akademien des NSD-Dozentenbundes. Band 1, 1937/1938/1939 (1940), S. 280–297.
- Germanische Seefahrt und Seegeltung. Bruckmann, München 1944.
- Die germanische Sippe als Rechtsgebilde. In: Zeitschrift der Savigny-Stiftung für Rechtsgeschichte. Germanistische Abteilung. Band 67, 1950, S. 34–49, doi:10.7767/zrgga.1950.67.1.34.
- Vom Übersetzen. In: Wirkendes Wort. Band 9, 1959, S. 65.